# 朝鲜民主主义人民共和国红十字会
朝鮮民主主義人民共和國红十字會（：／），又稱朝鮮红十字會，是國際紅十字與紅新月運動在朝鮮民主主義人民共和國的執行機構。
北韓紅十字會於1946年10月10號成立，1956年5月11號獲得國際紅十字會承認。在北韓境內，北韓紅十字會的職責是保護北韓民衆的生命財產安全與在發生人道主義危機事件時提供救助。在外交層面也會代爲北韓政府與他國就人道主義議題進行磋商，亦會與大韓赤十字社共辦南北離散家族重聚活動。

## 发展历史

北韓紅十字會徽章

該組織的前身為1946年10月18號於蘇聯民政廳成立的「北朝鮮赤十字社」，後於1948年12月根據北韓內閣第101號決議改為現有的名稱。赤十字會於成立初期以在沒有醫生的地區進行巡診和健康教育為主。在朝鮮戰爭期間則為朝鮮人民軍提供救援服務。戰後則向民眾提供醫療服務和向災民提供糧食、藥物、床上用品等物資，以及普及北韓境內省級醫院與急救站的醫療服務。1956年5月11號，朝鲜民主主义人民共和国红十字会獲得國際紅十字會的承認，並加入国际红十字与红新月运动，成为该组织第75号成员。國際紅十字會在1956年對北韓紅十字會的接納在當時的國際組織範圍內是絕無僅有的，即便是聯合國也是在1991年接納北韓，因此此次接納對北韓的影響頗爲深遠。
北韓紅十字會與大韓赤十字社於1971年首度會見，同時北韓紅十字會向大韓赤十字社遞交信件，表示願意與大韓赤十字社攜手籌備合辦南北離散家族重聚活動，並且南北韓紅十字會雙方領導人於1971年期間多次召開會議商討具體事項。南北韓紅十字會於1972年達成南北離散家屬重聚的初步協議，但是出於未知原因，協議於1973年停止。
國際紅十字會於2002年在北韓平壤市設立任務團開展行動，主要開展假體康復項目、醫療衛生服務，以及生計、水源與居住項目。
2007年1月10號，北韓最高人民會議通過第2113號法令頒佈《朝鮮民主主義人民共和國紅十字會法》，在法律層面明確北韓紅十字會的職能爲：保護朝鮮民衆的生命與財產安全不受各類疾病與災害的影響，以及增強朝鮮民衆的健康福祉。北韓紅十字會法於2021年10月29號進行法條修補，修補內容包括活動原則、會員資格、救援合作等方面。
據官方出版的《今日朝鮮》報導，朝鲜紅十字會自2012年起把重點放在防災、減災、培訓義工和進行疏散演習上，還參與興建供水設備和組織植樹活動。
2016年10月，在北韓紅十字會迎來70週年慶典之際，北韓亦有邀請國際紅十字會的合作夥伴，共赴新陽郡考察。考察旨在增加糧食產收，與提升當地民衆防範自然災害的意識。
由於北韓應COVID-19疫情於2020年增強防疫措施，因此國際紅十字會在北韓的支援行動自2020年以來已處於事實上的停擺狀態。截至2024年，國際紅十字會設立在平壤市的辦事處，由設立在中國北京的辦事處提供遠程支援。若北韓不開放非北韓籍紅十字會成員入境北韓，則由中國北京進行遠程支援的狀況會一直維持。

## 組織架構
北韓紅十字會的總部設於平壤市中區域蓮花洞，在行政層面自上而下設有中央、道、市、洞四級。現任委員長爲姜秀潾、秘書長爲李虎林、副會長爲白容鎬。截至2023年1月，北韓紅十字會總部之下設有副總聯部、人力資源部和財務部，副總聯部下設有青年組織發展部、國際合作與歸僑服務部、統合計劃部、防災與防危部、通訊與資訊科技部，以及後勤部。
志願者在北韓紅十字會組織架構中也是不可或缺的一部分，在2013年，北韓紅十字會的志願者爲3300人，3年之後的2016年錄得志願者數目爲45萬人。由北韓紅十字會所運營的北韓紅十字會綜合醫院，位於平壤市東大院區域新里洞。自2002年至2020年，還有8名由國際紅十字會派遣的非朝鮮籍員工長期在平壤市辦公，同時會向北韓紅十字會借調約20名員工。

## 開展活動
由於北韓經常會發洪水產生人道主義危機，因此北韓紅十字會經常投身於抗洪工作。北韓紅十字會也會與國際紅十字會聯手來救助受災的北韓民衆，並積極解決諸如供水中斷、基建受損、山體滑坡、糧食短缺、流離失所和水媒傳病等問題。而北韓的森林砍伐現象也使得北韓境內的自然災害愈演愈烈，尤其是洪水。
對於其他的突發公共安全事件，北韓紅十字會也會在第一時間給予援助。例如在2004年龍川列車爆炸事故發生之後，北韓紅十字會在24小時內就已啟程前往龍川市，以瞭解事故詳細狀況與提供急救。
國際紅十字會和北韓紅十字會亦會聯合舉辦健康講座，普及防爆傷知識，並藉此提高北韓民衆的健康意識。
在外交層面，北韓紅十字會也會代表北韓政府與北韓鄰國進行磋商，以解決人道問題，例如與日本商討二戰前後身居北韓並且身故的日本民衆遺骨移交議題。另據《每日北韓》的報導，北韓紅十字會代表北韓政府，在2011年日本發生震災後向日本紅十字會發送慰問電文。

## 服務成效
在2013年，北韓紅十字會總共讓889萬北韓民衆受惠，開展的婦女兒童健康計劃也遍及北韓的56個縣市當中。國際紅十字會在2019年亦有與北韓紅十字會攜手讓3161名患者享受免費假體護理與治療、補助居住在咸鏡南道和平安北道中7300戶北韓民衆因農業減產而致的損失。

## 資料來源
1. 1 2 3 4 5  .   [2017-10-17]. （原始内容存档于2020-11-27）.
2. 1 2 3 4 5 6 7 8  . 2016-10-31  [2017-10-17]. （原始内容存档于2019-12-01）.
3. 1 2  朝中社平壤. . 朝鲜中央通讯社.   [2023-03-11]. （原始内容存档于2021-10-29）.
4. 1 2 3 4 5  "人道主義理念的七十年" 《今日朝鮮》2016.05 P.38-39
5. ↑  Kim Kum-jin. . Democratic People's Republic of Korea. No. 701. 2014-05: 38–39. ISSN 1727-9208.
6. ↑  Tessa Morris-Suzuki. . Rowman & Littlefield Publishers. 2007: 102. ISBN 978-0-7425-7938-5.
7. ↑  United Nations. . Martinus Nijhoff Publishers. 1992: 96. ISBN 978-0-7923-1970-2.
8. ↑  William E. Skillend (Chapter on Korea). Macadam, Ivison; Grindrod, Muriel; Boas, Ann , 编. . 213. Great Britain: Longmans, Green and Co Ltd. 1972: 309. ISBN 0-582-11971-5.
9. ↑  William E. Skillend (Chapter on Korea). Macadam, Ivison; Grindrod, Muriel; Boas, Ann , 编. . 214. Great Britain: Longmans, Green and Co Ltd. 1973: 273, 317.
10. ↑  William E. Skillend (Chapter on Korea). Hodson, H. V.; Hoffman, Verena , 编. . 215. Great Britain: Longmans, Green and Co Ltd. 1974: 327. ISBN 0-582-50115-6.
11. ↑   (PDF). 國際紅十字委員會. 2020-12  [2024-11-02].
12. ↑   (PDF). DPRK Association for Human Rights Studies: 42. 2014-09-13. （原始内容 (PDF)存档于2014-11-13）.
13. ↑  . 國際紅十字委員會. 2023-12-22  [2024-11-02]. （原始内容存档于2024-04-14）.
14. ↑   (PDF). DPRK Association for Human Rights Studies: 50. 2014-09-13. （原始内容 (PDF)存档于2014-11-13）.
15. ↑  . DPRK RCS. 年月數據位於頁面原始碼來源第62行. 2023-01  [2024-11-03]. （原始内容存档于2024-03-15）.
16. ↑  Park, Kee B.; Roh, Young Han; Lee-Park, Owen; Park, Sophie. . World Neurosurgery. 2015, 84 (3): 855–859  [2024-11-01]. PMID 25827044. doi:10.1016/j.wneu.2015.03.020 . （原始内容存档于2023-07-28）.
17. 1 2   (PDF). 國際紅十字委員會. 2020-01-30  [2024-11-02].
18. ↑  . ABC News. 2016-09-13  [2024-11-02]. （原始内容存档于2024-09-05）.
19. ↑  . 德國之聲. 2004-04-23  [2024-11-02]. （原始内容存档于2018-05-25）.
20. ↑  . ICRC. 2018-05-09  [2024-11-02]. （原始内容存档于2024-05-30）.
21. ↑  . 美國之音. 2014-03-04  [2024-11-02].
22. ↑  . 每日北韓. 2011-03-17  [2024-11-02].
23. ↑   (PDF). International Federation of Red Cross and Red Crescent Societies: 1. 2013-04-30  [2024-11-01]. MAAKP002. （原始内容存档 (PDF)于2018-01-18）.